# Mesnils-sur-Iton
Mesnils-sur-Iton is een gemeente in het Franse departement Eure (regio Normandië). De plaats maakt deel uit van het arrondissement Bernay. Mesnils-sur-Iton is op 1 januari 2016 ontstaan door de fusie van de gemeenten Condé-sur-Iton, Damville, Gouville, Manthelon, Le Roncenay-Authenay, en Le Sacq. Op 1 januari 2019 werd de gemeente uitgebreid met de per die datum opgeheven gemeenten Buis-sur-Damville, Grandvilliers en Roman. Mesnils-sur-Iton telde op 1 januari 2022 6.142 inwoners.

## Geografie
De oppervlakte van Mesnils-sur-Iton bedroeg op 1 januari 2022 125,03 vierkante kilometer; de bevolkingsdichtheid was toen 49,1 inwoners per km².

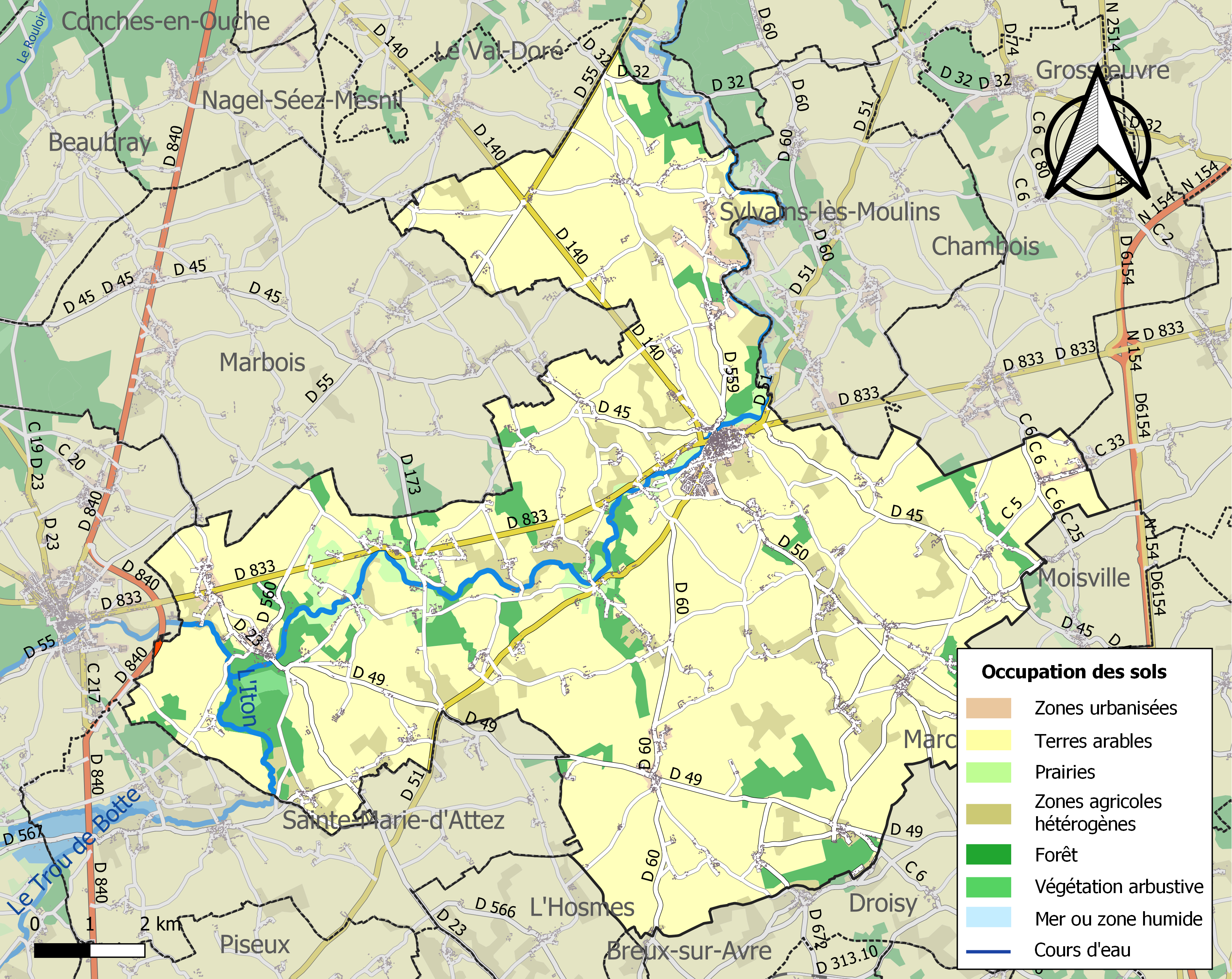
Kaart van de gemeente met belangrijkste infrastructuur, bodemgebruik en omliggende gemeenten